# Гербурт, Станислав

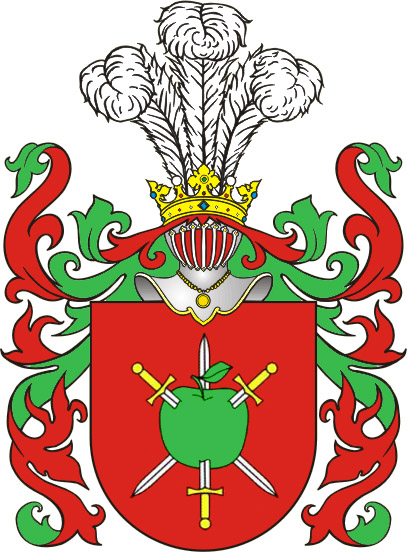
Герб Гербуртов

Станислав Гербурт Добромильский из Фельштына (пол. Stanisław Herburt; до 1524—1584) — государственный деятель Королевства Польского, каштелян перемышльский (1553) и львовский (1554-1576), подкоморий перемышльский (1546), староста самборский (1569—1584) и дрогобычский, жупник (управляющий соляными шахтами) русский (1568).

## Биография
Станислав Гербурт происходил из польского дворянского магнатского рода (герба Гербуртов). Сын подкомория перемышльского Яна Гербурта и Ядвиги из Розлова. Брат историка и писателя Яна Гербурта и воеводы русского и подольского Николая Гербурта. Состоял в родстве с маршалком великим коронным Петром Кмитой.
Владелец огромных земельных наделов, имений и сëл в Малой Польше, в том числе Великая Линина, Стрельбичи, Опака, Стороневичи, Подбуж, Ясеница, Нагуевичи, Воля Якубова, Броница и многих др. После смерти родной сестры Барбары (в замужестве Кмита) в 1580 унаследовал ещё целый ряд крупных населенных пунктов.
28 июня 1566 года король Сигизмунд II Август за верную службу и военные заслуги львовского каштеляна Станислава Гербурта предоставил его родовому селу Добромиль статус города и Магдебургское право. Здесь стали возникать цехи. Город был обнесён каменной стеной, рвом и частоколом.
В 1575 году группа польских и литовских магнатов, в числе которых был Станислав Гербурт, предложила императора Священной Римской империи Максимилиана II в качестве кандидата на трон Польского королевства, однако тот не имел достаточной популярности и королём избрали трансильванского князя Стефана Батория.
В браке с Катажиной Бажи имел 2-х дочерей: Анну и Катажину.